# Marek Płoza-Doliński
Marek Płoza-Doliński (ur. 23 stycznia 1950 w Warszawie, zm. 24 lutego 2017 tamże) – polski artysta, grafik, plakacista, malarz.

## Życiorys
Urodził się 23 stycznia 1950 w Warszawie. Uczęszczał do VII Liceum Ogólnokształcącego im. J. Słowackiego, w którym zdał maturę w 1968. Studiował na Akademii Sztuk Pięknych w Warszawie oraz w Państwowej Wyższej Szkole Sztuk Pięknych w Łodzi na Wydziale Grafiki w pracowniach profesorów Eugeniusza Markowskiego, Janusza Strzałeckiego, Jerzego Tchórzewskiego, Stanisława Fijałkowskiego oraz Juliusza Narzyńskiego. Pochowany na cmentarzu Bródnowskim (kwatera 4D-6-30).

## Twórczość i praca
W trakcie studiów nawiązał współpracę z miesięcznikiem literackim "Nowy Wyraz". W latach 1978–1991 pracował dla agencji reklamowych, takich jak Polfilm czy K.A.W. Zrealizował około 300 plakatów, zarówno filmowych i teatralnych, jak i reklamowych, czy kulturalno-społecznych. Jego prace znajdują się w zbiorach Muzeum Plakatu w Wilanowie oraz Narodowym Muzeum Cyfryzacji. W swojej karierze pracował w kilku wydawnictwach, takich jak Wiedza Powszechna, BiS, K.A.W., Alfa czy Presspo. Oprócz tego zatrudniony był w czasopismach Życie Gospodarcze, Itd, Fikcje i Fakty, Broń, Szpilki, New European Business, Przegląd Sportowy, Magazyn Olimpijski czy Ekspres Reporterów. Tworzył plakaty filmowe do takich filmów, jak Agonia, O jeden most za daleko, a także Zamach stanu.
Jednym z najistotniejszych jego zajęć była grafika wydawnicza i projektowa. Zaprojektował ok. 1000 okładek książek, kilkaset ilustracji (w tym satyryczne), tworzył logo, winiety, a także szaty graficzne. Zajmował się również typografią, wystawiennictwem oraz scenografią. W latach 90. skupił się wyłącznie na malarstwie. W roku 1987 został zaliczony do grona 200 najlepszych grafików-projektantów na świecie przez branżowy magazyn japoński IDEA. Był członkiem stowarzyszenia SPAGiP oraz ZAIKS. W swojej twórczości szczególne miejsce poświęcił plakatowi.

## Ważniejsze wystawy[7]
Malarstwo i grafika
- 1974: Galeria "Medyk" w Warszawie
- 1975: Galeria ZPAP w Warszawie
- 1976: Galeria Bolsco w Kopenhadze

Plakat
- 1980: Galeria Młodych w Warszawie
- 1981: Galeria Plakatu w Edmonton
- 1983: Wystawa zbiorowa w galerii w Moskwie
- 1984: Wystawa Intifada-Arafat
- 1985: Galeria w Turku (Finlandia)
- 1985: Wystawa plakatu w Edynburgu
- 2017: Galeria Plakatu BUW "Nemezis" w Warszawie

Albumy
- 2021: Plakaty, Marek Płoza – Doliński

## Ważniejsze nagrody i wyróżnienia
Nagrody
- Najlepszy plakat miesiąca (1979, 1980, 1986, 1988) – Warszawa
- II Nagroda na Festiwalu Plakatu Filmowego w Chicago
- I Nagroda podczas obchodów 25-lecia ICOGRADA – Warszawa
- I Nagroda podczas obchodów 25-lecia ICOGRADA – Oslo
- I oraz II Nagroda za Plakat Antyalkoholowy – Warszawa
- I Nagroda za Plakat 1-Majowy – Warszawa
- III Nagroda za Plakat PCK – Warszawa
- II Nagroda za plakat w konkursie "Sobie potrzebni" – Warszawa
- Trzykrotny udział w Międzynarodowym Biennale Plakatu – Warszawa

Wyróżnienia w konkursach na plakat
- Konkurs Fundacji Hospicjum
- Dzień Zwycięstwa
- Ochrona Środowiska
- Solidarność z Narodem Palestyny